# جان باور
جان باور (انگلیسی: John Bauer؛ ۴ ژوئن ۱۸۸۲ – ۲۰ نوامبر ۱۹۱۸) نقاش و تصویرگر اهل سوئد بود که بیشتر در زمینه نقاشی منظره و اساطیر کار می‌کرد. تصویرسازی او برای نسخه‌های گزیدهٔ افسانه‌های سوئدی با نام میان کوتوله‌ها و غول‌ها شهرت فراوان دارد.

## نگارخانه

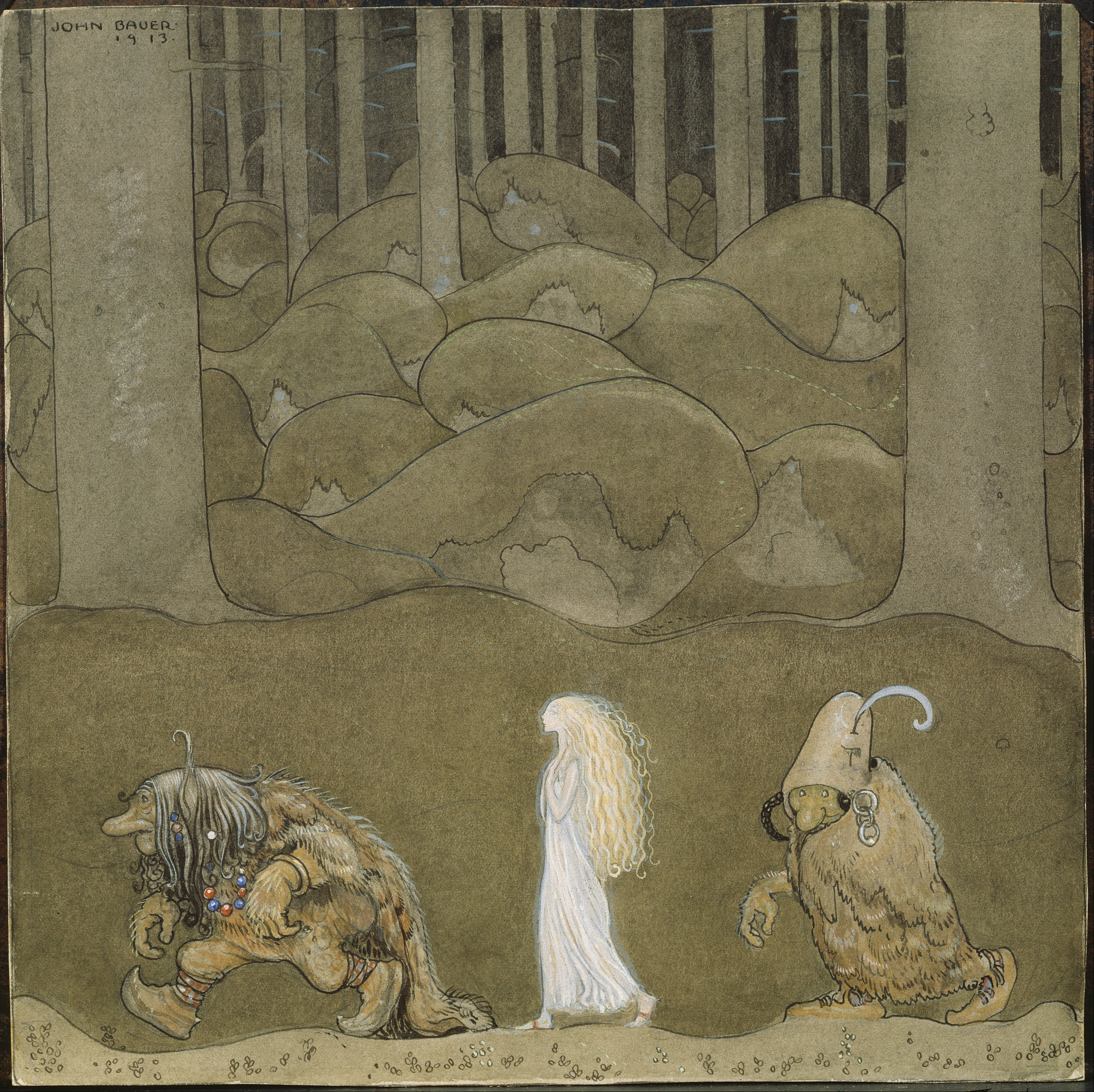
شاهزاده و ترول‌ها
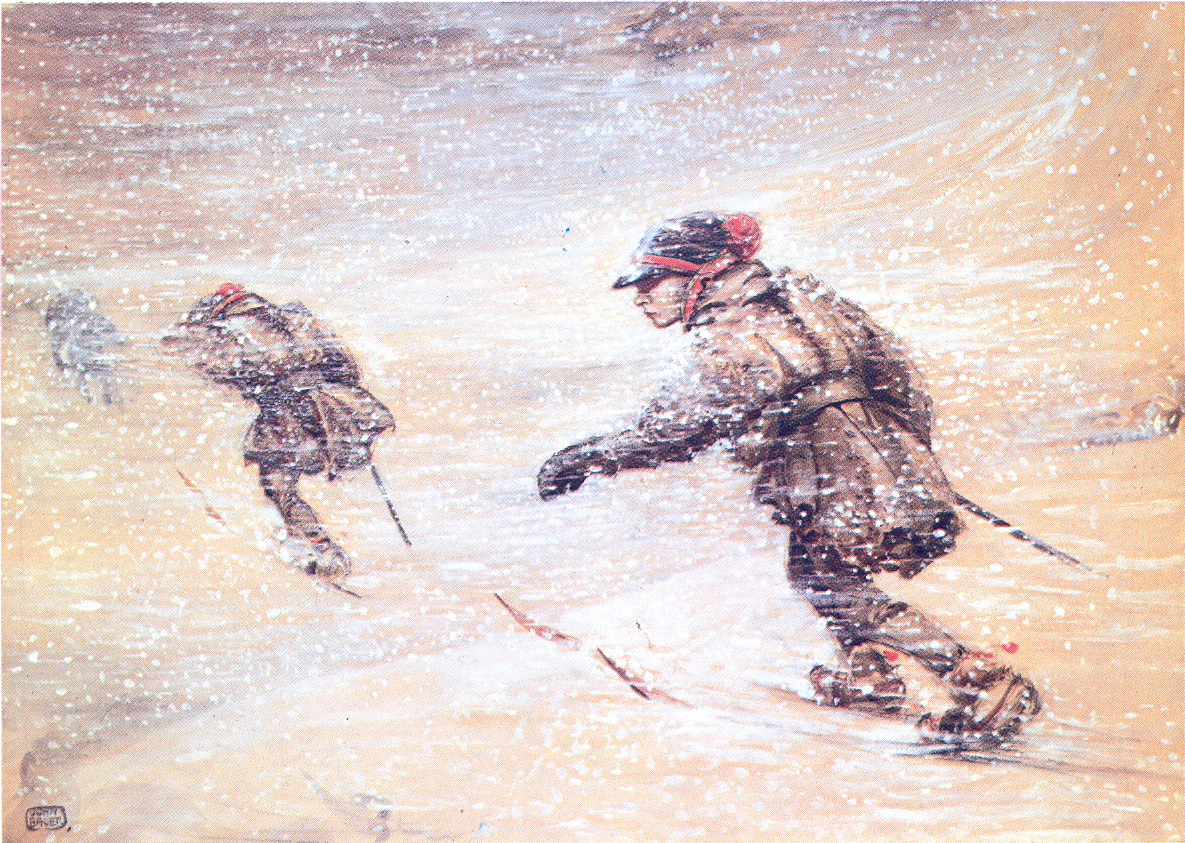
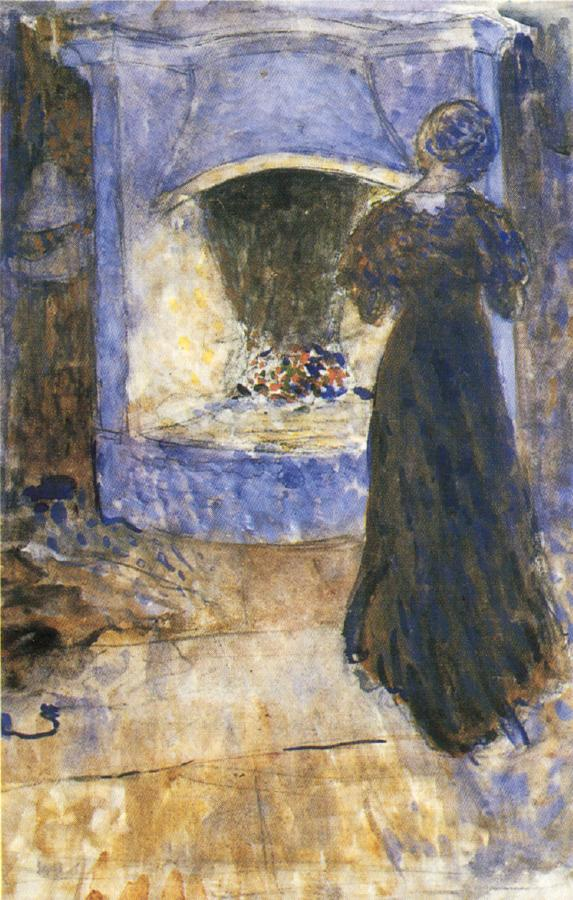
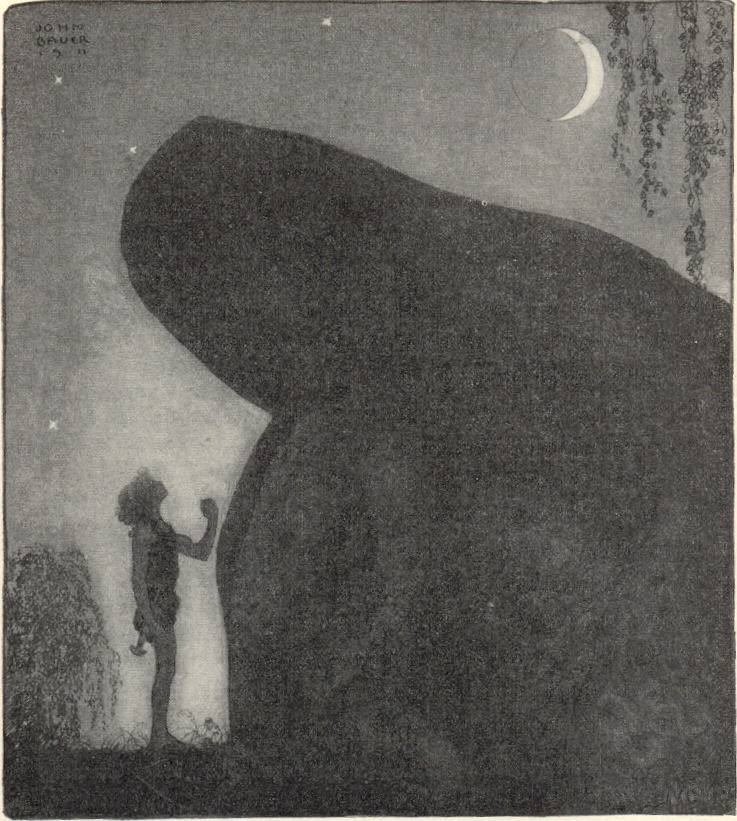
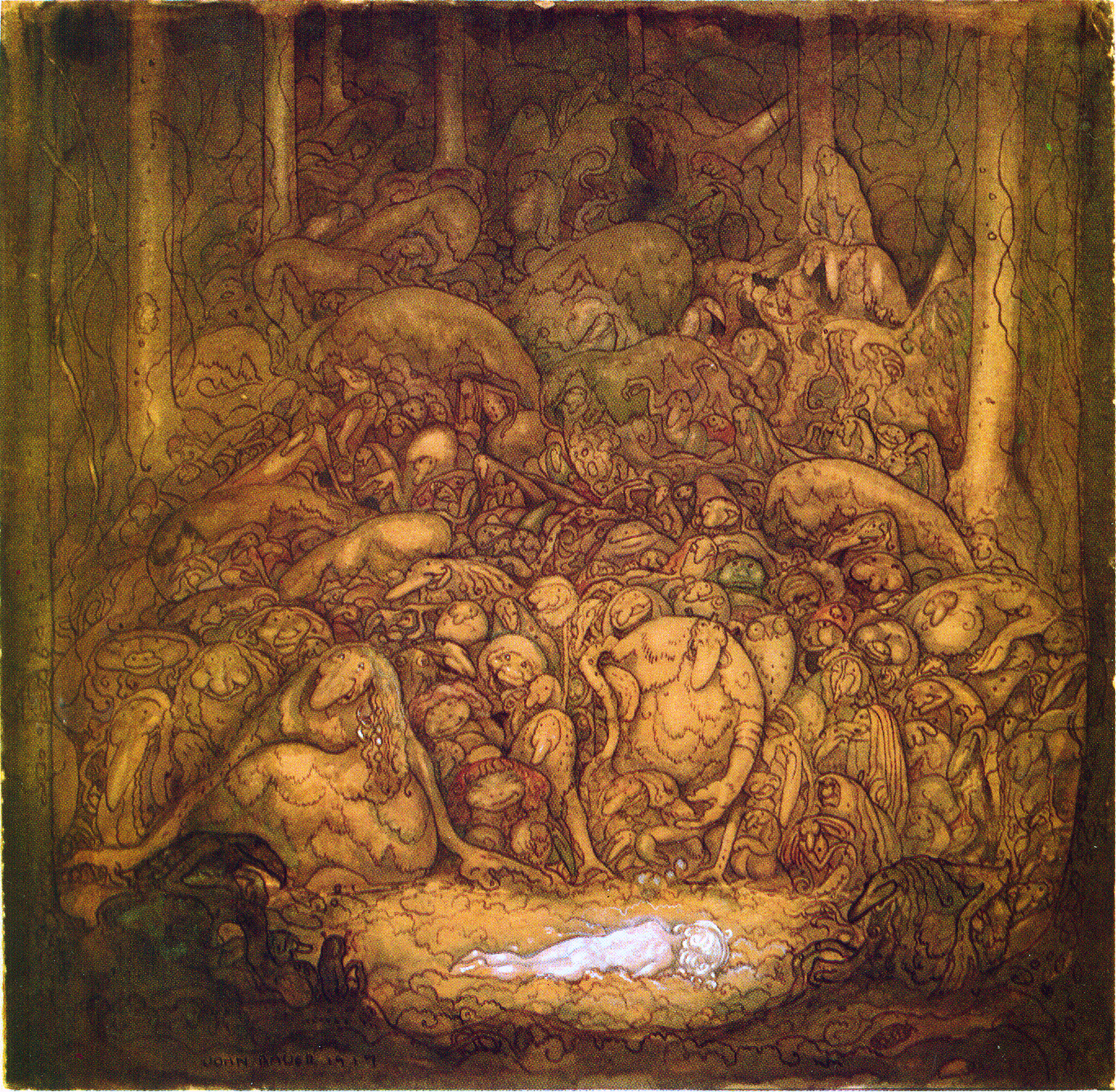
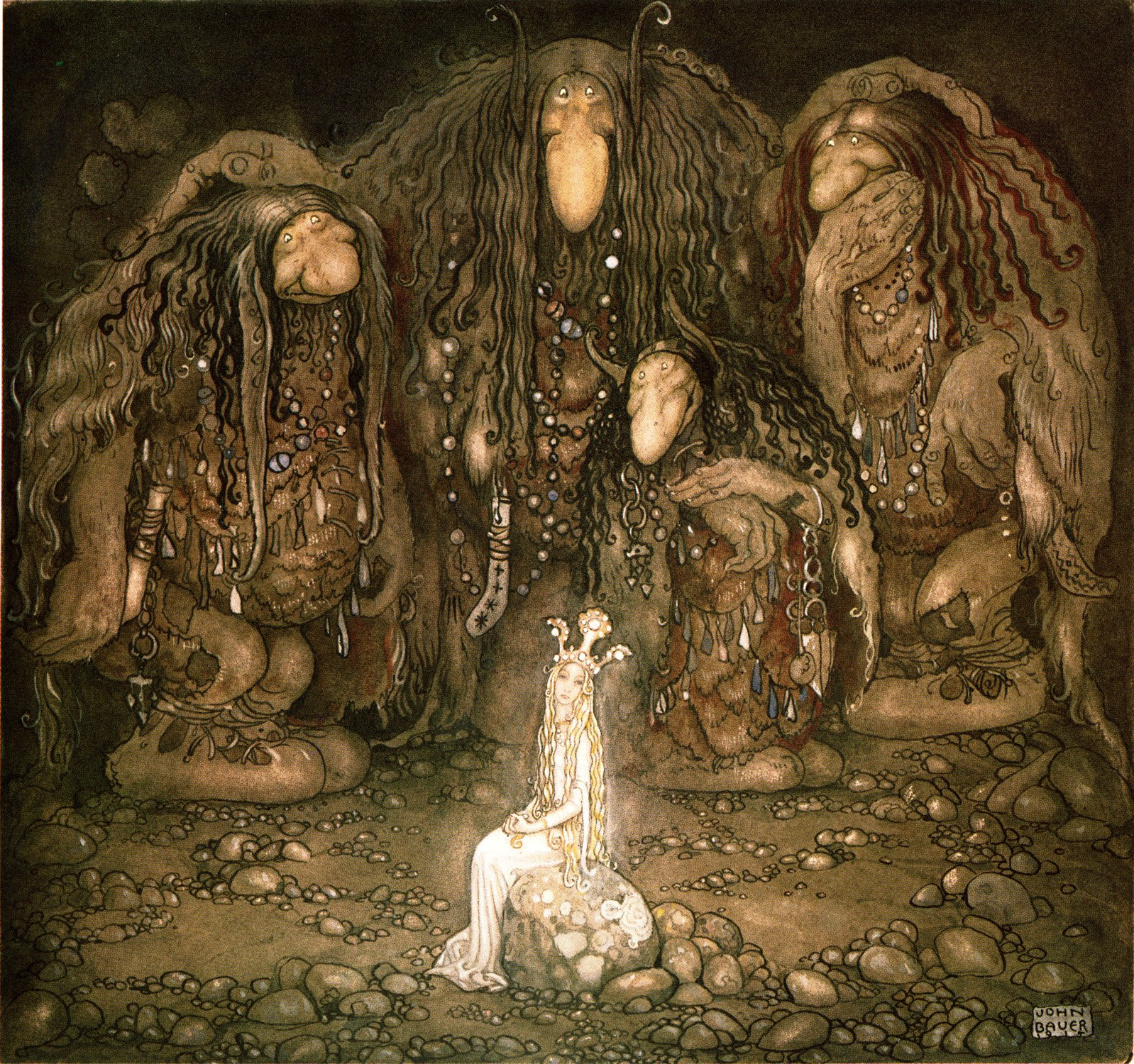
۱۹۱۳ م.
موزه ملی سوئد